# Душан Милисављевић
Душан Милисављевић (Пригревица, Апатин, 1955) српски је протомајстор, дизајнер, рестауратор, конзерватор и академик.
Европска Академија Наука је, 2018. године, прогласила Душана Милисављевића редовним чланом, у звању Академик, у одељењу Уметности.

## Биографија
Рођен је 1955. године у Пригревици, Апатин  као старије дете од оца Петра и мајке Љубице Милисављевић. У Београду живи од 1963. године. Средњу школу електротехничке струке завршио у Београду. Студирао је Саобраћајни факултет Универзитета у Београду. Неколико година је био запослен у Министарству иностраних послова Републике Србије. Осамдесетих година прошлог века почиње интересовање за дизајн, рестаурацију и конзервацију, а 1981. године одлази на студијско путовање у Шпанију (Толедо, Мадрид).
Године 1982. одлази у Азију и тамо остаје до 1986. године, а највише времена проводи у Индонезији као следеће студијско путовање (Јапара - Џакарта). Тада већ увелико дизајнира намештај, посебно тронове и ћивоте, те прву групну изложбу поставља 1986. године у Конаку Кнегиње Љубице као и 1987. године у Руском културном центру у Београду.
У Индију одлази 1990. године, где остаје до 1995. године. По повратку из Индије ради на рестаурацији Саборне цркве у Београду (1995) (тронови, централна целивајућа, конзоле - редизајн). Исте године дизајнира тронове и трпезарију манастира Благовештање у Овчар Бањи.
Године 1997. основао је атеље - Галерију лепих уметности Свети Никола, као будућу задужбину и оснива Фонд за уметност Свети Никола. Од 2010. до 2014. гради свој први легат Галерију лепих уметности Свети Никола.
Истовремено од 2011. до 2016. гради и други легат, етно комплекс Ртањски Двори на Ртњу у насељу Илино, са одговарајућим објектима за смештај туриста, који су само после две године рада постали су препознатљиво место које радо посећују гости како из земље, тако и из иностранства.

## Уметнички рад
У свом тридесетогодишњем раду урадио неколико хиљада комада дворског и црквеног намештаја, било да је дизајнирао као нове ансамбле, или као рестаурација и конзервација, како у Србији тако и у свету.

### Радови у црквама и манастирима
- Саборна црква у Београду, 1996.
- Манастир Благовештање, Овчар Бања, 1997 — 1998.
- Црква Светог Василија Острошког у Бијељини, Република Српска, 1999.
- Црква Светог Томе у Новом Београду, 2004.
- Храм Светог Василија Острошког у Новом Београду, 2004.
- Црква Светог Василија Великог, Хелсингборг, Шведска, 2003.
- Црква Светог Василија Острошког, Осло, Норвешка, 2004.
- Катедрала Светог Албама, Базел, Швајцарска, 2005.
- Црква Светог Кнеза Лазара у Шиду, 2006.
- Црква Вазнесења Господњег, Ахен, Немачка, 2007.
- Црква Вазнесења Господњег, Беч, Аустрија, 2007 — 2009.
- Саборна црква Свете Тројице у Краљеву, 2009.
- Црква Светог Ђорђа, Шервил, Чикаго, САД, 2009.
- Црква Светог Николаја у Ријеци, Хрватска, 2009 — 2011.
- Црква Светог Николе у Карловцу, Хрватска, 2012.
- Манастир Жича (конак), 2010.
- Црква Светог Николе у Ервенику, Хрватска, 2008.
- Манастир Манасија, 2010 — 2012.
- Црква Светог Томе на Бежанијској коси, Београд, 2005.
- Цркве у Бриселу
- Манастир Крушедол, 2014 — 2015.
- Црква Светог Николе, Гелонге, Аустралија, 2016 — 2017.
- Црква Светог Стефана Дечанског у Београду, 2018.
- Црква Светог Николе у Сремским Карловцима, 2020.
- Црква Свете Петке у Бијељини Република Српска, 2021.

### Реконструкције и конзервације грађевина и храмова
- Конак Манастира Жиче, 2002.
- Конак Епархијског двора Св. Василија Острошког, Бјељина РС, 1999 — 2010.
- Епископски двор, Даљ, Хрватска, 2004.-2015.
- Патријаршија српске православне цркве (2003, 2007, 2010)
- Резиденција Српских Патријарха, 2014.

## Самосталне изложбе
- Галерија РТС Београд
- Народни музеј Чачак
- Народни музеј Крушевац
- Културни центар Чачак

## Признања и одликовања
- Одликован Архиепископском граматом Зворничко-Тузланске Епархије, 2001. и 2003.
- Његова Светост Патријах Српски Господин Павле га одликује - промовише у Протомајстора, октобра 2003.
- Такође, Његова Светост Господин Павле, проглашава га за српског Добротвора Првог реда, 2007.
- Одликован медаљом за заслуге у свом уметничком раду града Земуна, 2007.
- Одликован сребрном медаљом Св. Саве Првозваног за радове на обнови манастира Манасије, 2012.
- Одликован орденом Реда Змаја Деспота Стефана Лазаревића за ентеријер манастира Манасије, 2012.
- Његова Светост Патријарх Српски Господин Иринеј га одликује високим одликовањем СПЦ, орденом Св. Краља Милутина, 2018.